# Alavus
Alavus (Alavo en suédois) est une ville du centre-ouest de la Finlande, dans la région d'Ostrobotnie du Sud.
La commune de Töysä a fusionné avec la ville d'Alavus au 1er janvier 2013.

## Histoire
La région est habitée depuis environ 7 000 ans juste après le retrait des glaciers.
Les plus anciennes traces humaines de l'âge de la pierre datent entre -8000 et -5000.
Les armes en pierre, les restes de cabanes et les os brûlés permettent de connaître cette époque.
Le déplacement de la rive vers l'ouest a provoqué une baisse significative de la population d'Alavus et l'on n'a plus de tracas de la fin de l'âge de pierre.
Les objets datant de l'âge du fer évoquent que les possibilités de commerces de pêche ont attiré de nombreux habitants bien que la circulation lacustre soit devenue impossible après le Rebond post-glaciaire.
Historiquement, la paroisse est très agricole et a connu un âge d'or au XVIIIe siècle lorsqu'elle exportait son goudron végétal (utilisé dans la construction navale).
Aujourd'hui, c'est l'industrie de la construction qui tire l'économie de la cité (notamment les fabricants de portes et fenêtres). La ville est également un petit centre commercial et administratif pour les communes rurales avoisinantes.

## Géographie
À l'échelle de l'Ostrobotnie, Alavus compte de nombreux lacs (60 pour 324 km de berges) et est assez vallonnée. La zone de moraines du Suomenselkä constitue une importante ligne de partage des eaux. La Lapuanjoki est la principale rivière à prendre sa source sur le territoire de la municipalité.
Le bourg, traversé par la nationale 18 (Vaasa-Jyväskylä), est construit dans la partie la plus plane de la commune. Il se situe à 7 km du grand centre commercial de Tuuri (à Töysä). La capitale régionale Seinäjoki est à 55 km et Helsinki à 330 km.
Les municipalités voisines sont Seinäjoki (ex Peräseinäjoki) à l'ouest, Kuortane au nord, au nord-est Alajärvi, à l'est Ähtäri et Virrat dans le Pirkanmaa au sud.

## Démographie
Depuis 1980, l'évolution démographique d'Alavus est la suivante :
| Année      | 1980   | 1985   | 1990   | 1995   | 2000   | 2005   |
| ---------- | ------ | ------ | ------ | ------ | ------ | ------ |
| Population | 13 580 | 13 781 | 13 785 | 13 472 | 13 135 | 12 868 |

| Année      | 2010   | 2016   | 2020   |
| ---------- | ------ | ------ | ------ |
| Population | 12 439 | 11 907 | 11 452 |

## Politique et administration

### Élections municipales
Le Conseil municipal compte 31 sièges, dont 13 seront occupés par le Parti du centre pour la période 2021-2025.
| Année                              | KESK  | KESK | PS    | PS   | KOK   | KOK  | SDP  | SDP  | VIHR | VIHR | KD   | KD  | VAS  | VAS | Autres | Autres |
| Année                              | Voix  | %    | Voix  | %    | Voix  | %    | Voix | %    | Voix | %    | Voix | %   | Voix | %   | Voix   | %      |
| 2008                               | 2 403 | 51,5 | 139   | 3,0  | 978   | 21,0 | 698  | 15,0 | 79   | 1,7  | 183  | 3,9 | 186  | 4,0 | –      | –      |
| 2012                               | 2 715 | 45,8 | 1 023 | 17,2 | 1 143 | 19,3 | 692  | 11,7 | 92   | 1,6  | 176  | 3,0 | 91   | 1,5 | –      | –      |
| 2017                               | 2 350 | 44,2 | 928   | 17,5 | 784   | 14,8 | 678  | 12,8 | 220  | 4,1  | 204  | 3,8 | 95   | 1,8 | 54     | 1,0    |
| 2021                               | 2 008 | 41,6 | 1 357 | 28,1 | 609   | 12,6 | 431  | 8,9  | 160  | 3,3  | 267  | 5,5 | –    | –   | –      | –      |
| Sources : tulospalvelu.vaalit.fi,. |       |      |       |      |       |      |      |      |      |      |      |     |      |     |        |        |

## Transports
Alavus est situé à l'intersection de la route nationale 18 et de la route principale 66.
La Seututie 672 relie Kauhajoki à Alavus.
La ligne Haapamäki–Seinäjoki traverse Alavus, assurant un transport de passagers et de marchandises.
La ligne contourne le centre d'Alavus et la gare d'Alavus est située à environ quatre kilomètres au nord du centre.
La deuxième gare est située à Tuuri.

## Personnalités
C'est la ville de naissance de l'architecte Josef Stenbäck et du compositeur Toivo Kuula.
- Seppo Aho (1942–2017), maire
- Erkki Ertama (1927–2010), compositeur
- Pauli Hanhiniemi (né en 1964), musicien
- Heikki Huhtamäki (1900–1970), conseiller
- Sisko Istanmäki (née en 1927), écrivaine
- Artturi Järviluoma (1879-1942), journaliste
- Vesa Keskinen (né en 1967), entrepreneur
- Toivo Kuula (1883–1918), compositeur
- Sirkka Lamminen, chanteuse soprano
- Ahti Pakkanen, professeur de physique
- Anneli Ranta (née en 1955), actrice
- Eevi Rintamäki (née Pakkanen, 1956), professeure de botanique
- Aapo Saari (né en 1944), député
- Kari Saari, (1956–1997), activiste
- Saila Saari (née en 1989), joueur de hockey
- Mari Sepänmaa (née en 1985), sauteuse en hauteur
- Juha Siltala (né en 1957), historien, professeur
- Josef Stenbäck (1854–1929), architecte
- Lauri Taipalus (né en 1988), joueur de hockey
- Pekka Tuokkola (né en 1983), joueur de hockey
- Tuomas Tuokkola (né en 1976), entraîneur de hockey
- Rauli Virtanen (né en 1948), éditeur, journaliste

## Galerie

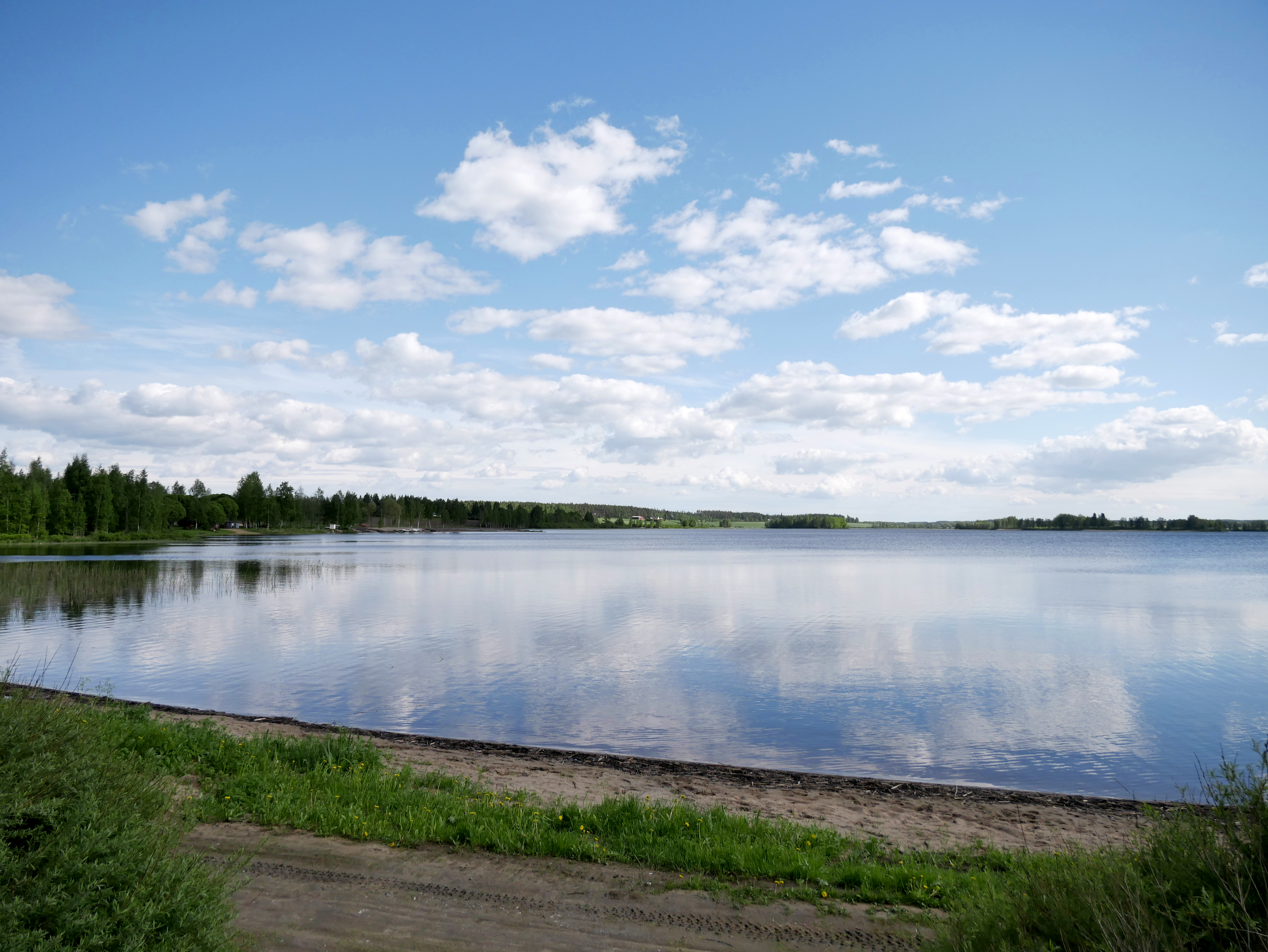
Lac Kirkkojärvi.
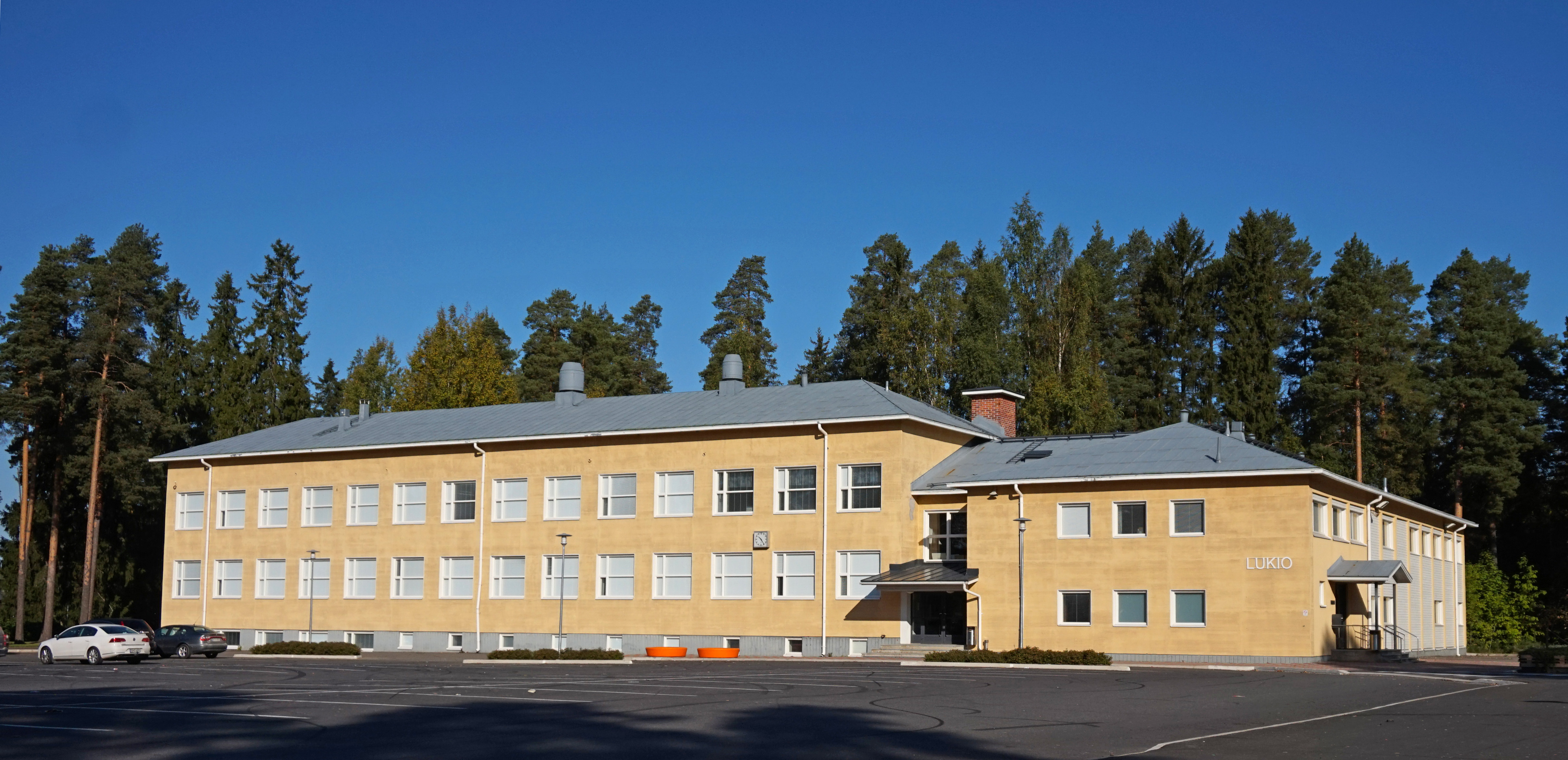
Lycée d'Alavus.
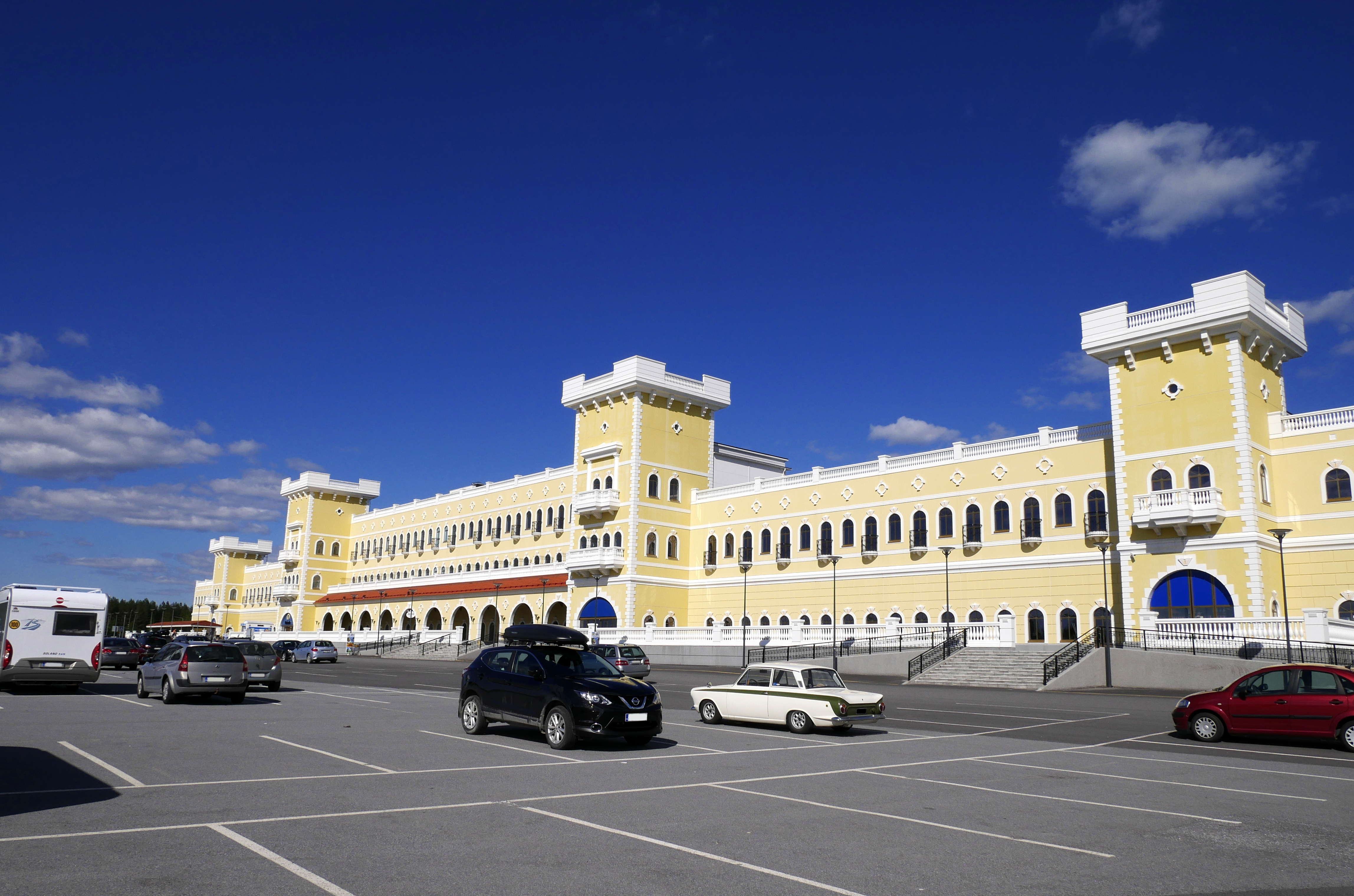
Ruokapuoti de Keskinen à Tuuri.
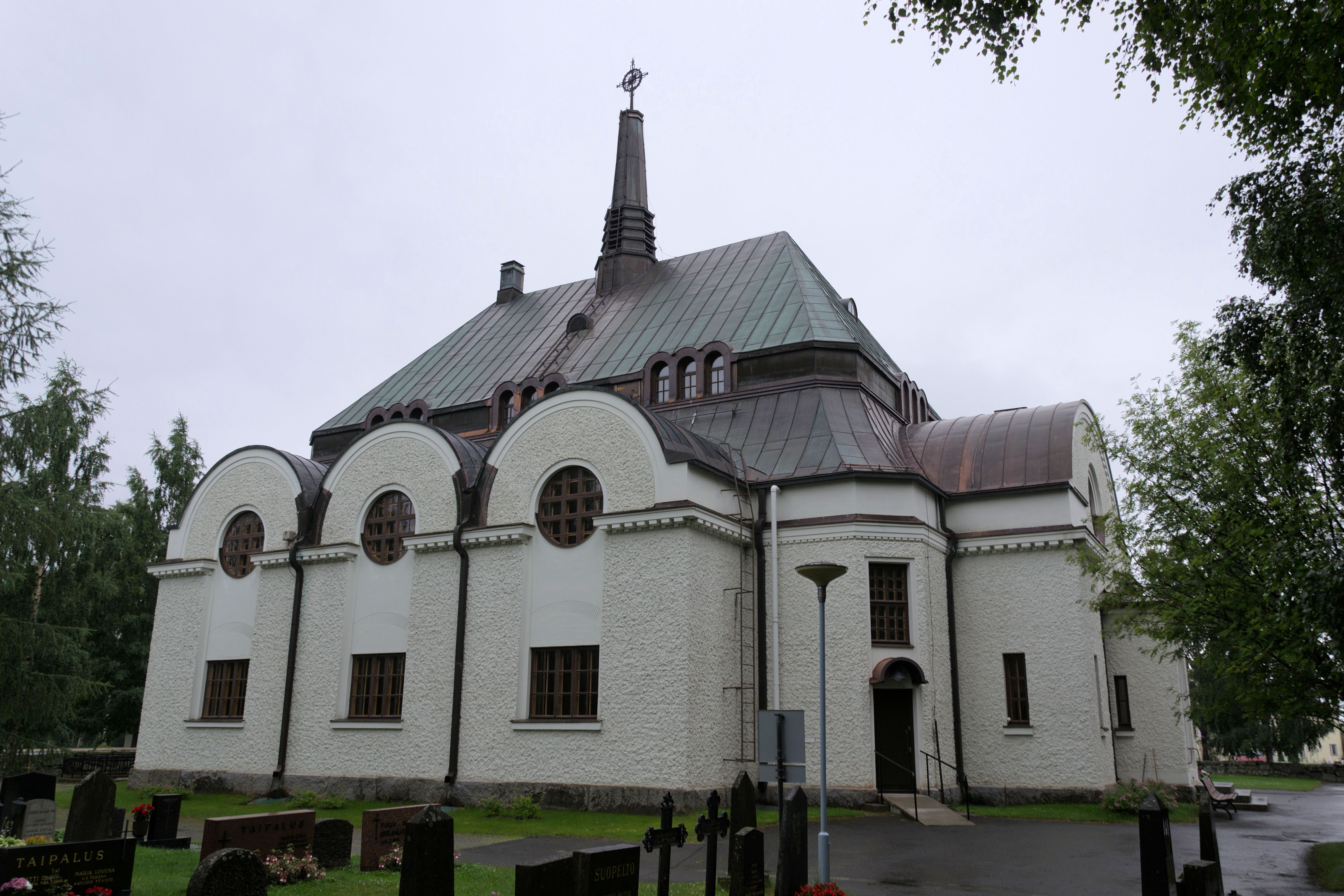
Église d'Alavus.
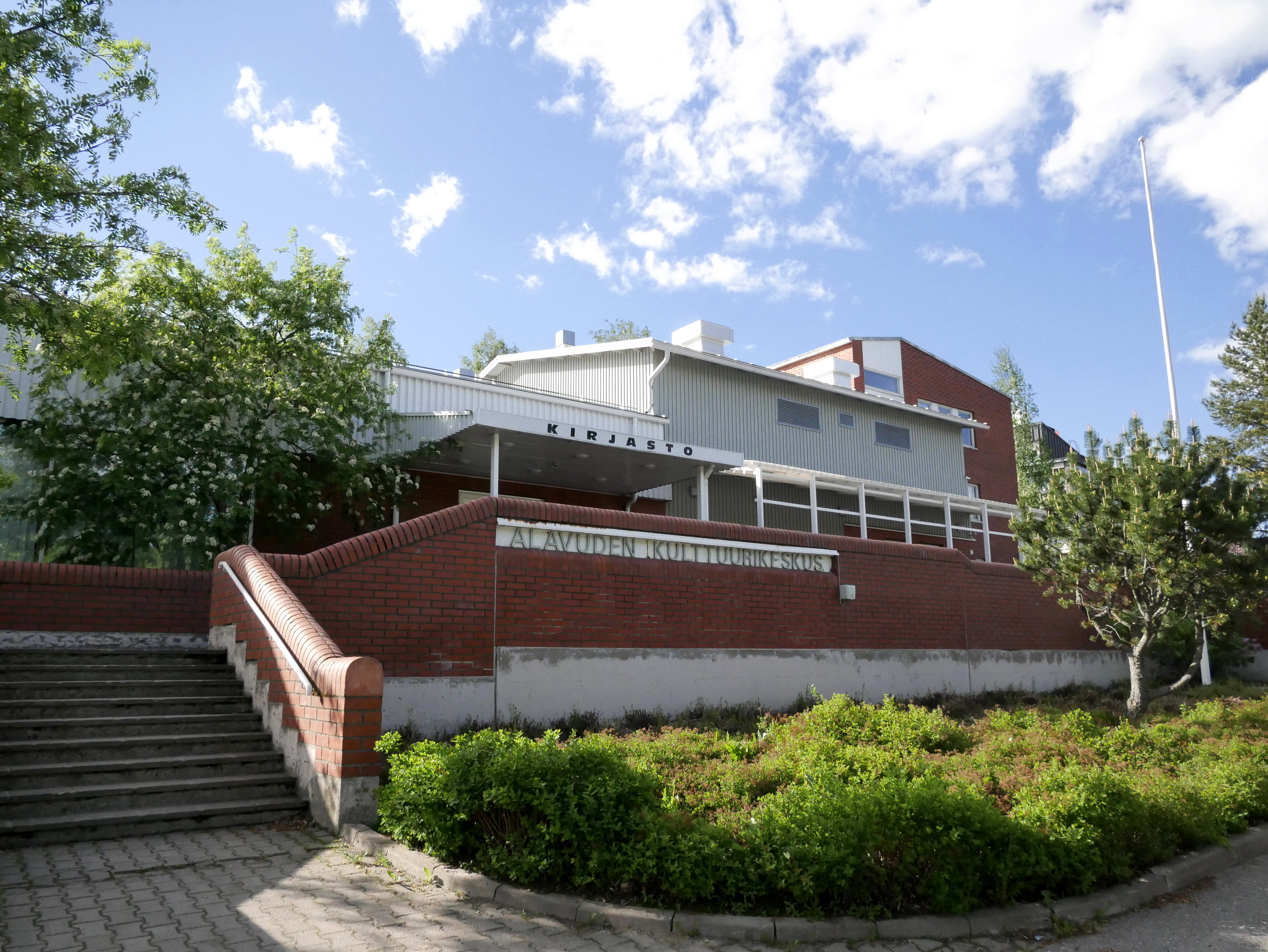
Centre culturel.
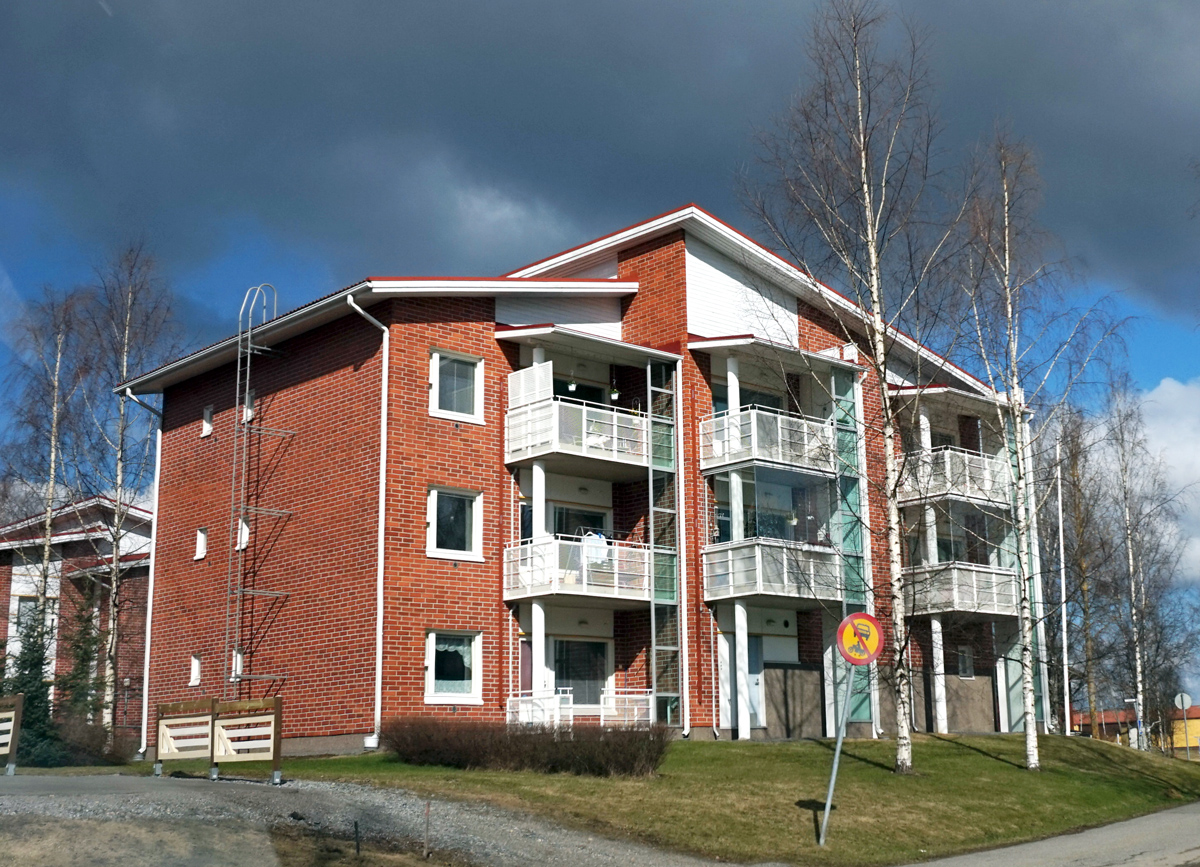
Une résidence.
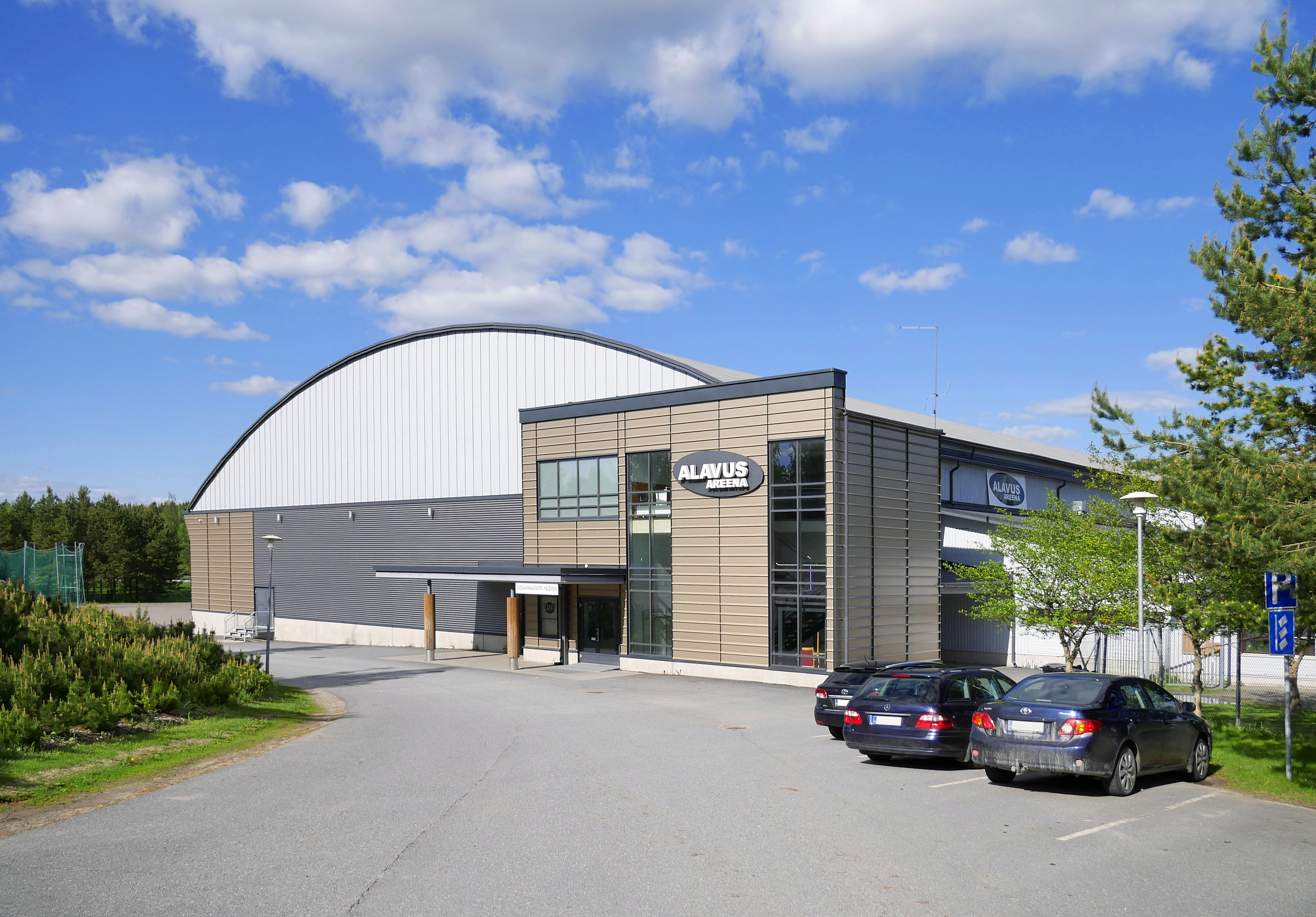
Arena.
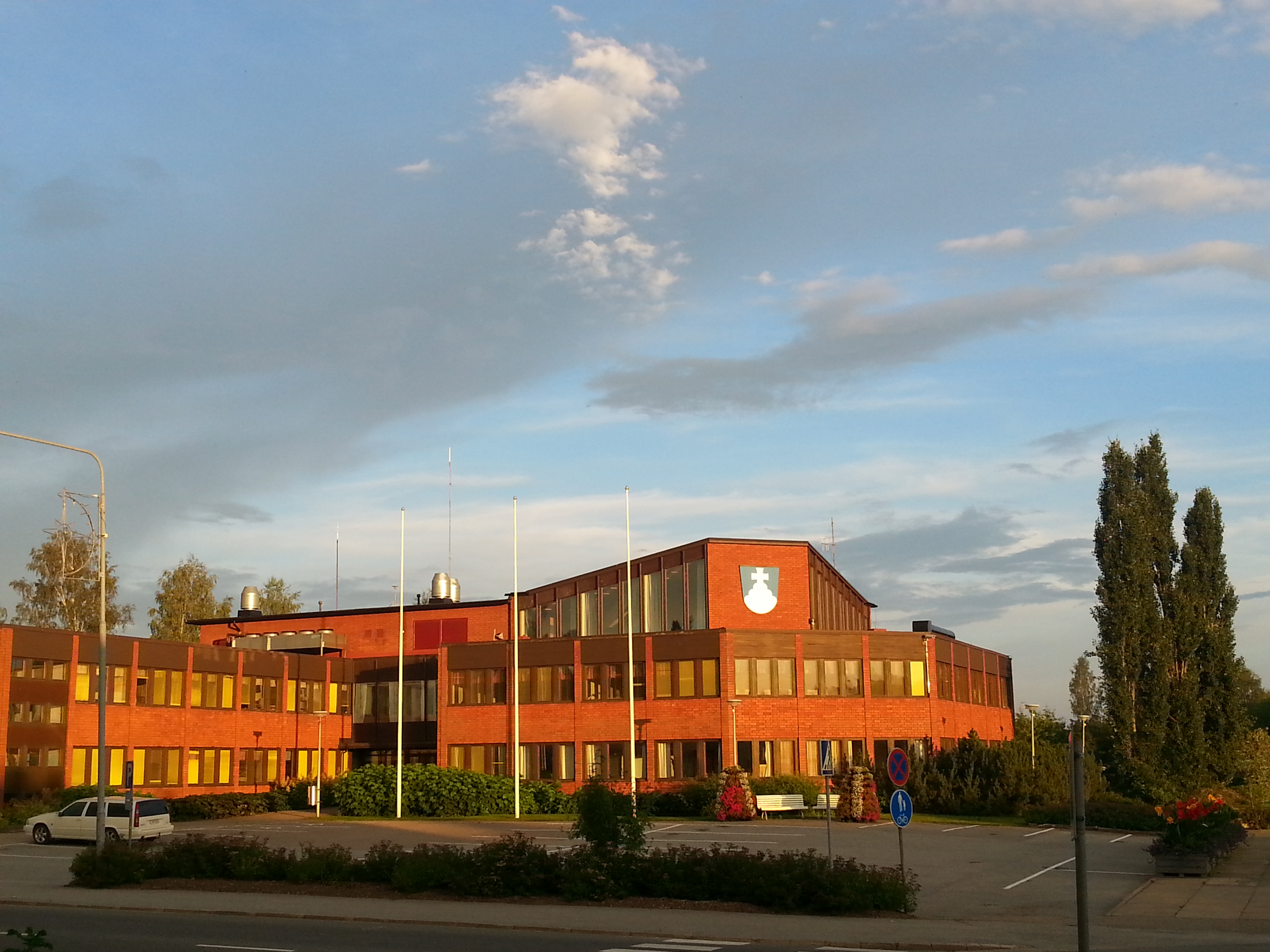
Ancien mairie d'Alavus.